# Lincoln (Dakota Północna)
Lincoln – miasto w Stanach Zjednoczonych, w stanie Dakota Północna, w hrabstwie Burleigh.